# Duk szaronogi
Duk szaronogi (Pygathrix cinerea) – gatunek ssaka naczelnego z podrodziny gerez (Colobinae) w obrębie rodziny koczkodanowatych (Cercopithecidae). Prawdopodobnie jest endemitem Wietnamu. Jest krytycznie zagrożony wyginięciem. Nazwa „duk” pochodzi z języka wietnamskiego.

## Występowanie
Gatunek ten występuje w Wietnamie, od prowincji Quảng Nam na północy do prowincji Bình Định i Gia Lai na południu. Być może występuje też na przyległym obszarze w Kambodży. Preferuje lasy deszczowe na terenach górzystych – od 900 do 1400 m n.p.m.

## Morfologia
Ciało ma pokryte sierścią w odcieniach szarości. Ramiona i uda są ubarwione na biało, natomiast stopy i ręce są białe. Ich twarz nie jest pokryta futrem i jest w żółtych odcieniach, poza białym obszarem wokół ust.
Osiągają masę od 8 do 11 kg.

## Ekologia

### Dieta
Jest typowym roślinożercą. Żywią się głównie liśćmi oraz nasionami. Szukają również owoców i orzechów.

### Styl życia
W niewoli żyją maksymalnie 24 lata. Grupy liczą zwykle między 4 do 15 osobników, a stosunek samców do samic wynosi 1:2. Zaobserwowano również liczniejsze grupy, nawet do 50 osobników.

### Rozmnażanie
Sezon godowy trwa od sierpnia do grudnia. W miocie zazwyczaj przychodzi na świat jedno młode. Ciąża zwykle trwa od 165 do 190 dni. Młode po narodzinach ważą około 0,5 kg. Samice osiągają dorosłość płciową po 4 latach.

## Zagrożenia
Głównym zagrożeniem dla tego gatunku jest człowiek, który przejmuje tereny leśne pod uprawy. Są także obiektem polowań w celu wykorzystania w medycynie tradycyjnej, jako pożywienie oraz do nielegalnego handlu. Powoduje to ciągłe zmniejszanie się populacji tego gatunku i jest on klasyfikowany przez IUCN jako krytycznie zagrożony wyginięciem.